# محمد بن عبد الله بن نمير
أبو عبد الرحمن محمد بن عبد الله بن نمير الهمداني الخارفي، (160 هـ - 240 هـ)، أحد رواة الحديث عند أهل السنة والجماعة.
كان من أهل الكوفة، ولد حوالي سنة 160 هـ، وهو من أقران أحمد بن حنبل، وعلي بن المديني.

## أقوال العلماء فيه
- قال الذهبي: «الحافظ، الحجة، شيخ الإسلام»[3]
- قال أبو إسماعيل الترمذي: «كان أحمد بن حنبل يعظم محمد بن عبد الله بن نمير تعظيما عجيبا، ويقول: «أي فتى هو؟!»»[2] وقال أحمد أيضا: «هو درة العراق.»[4]
- وقال ابن حبان: «كان من الحفاظ المتقنين وأهل الورع في الدين»[5]
- وقال علي بن الحسين بن الجنيد: «ما رأيت بالكوفة مثل محمد بن عبد الله بن نمير، كان رجلا قد جمع العلم والفهم والسنة والزهد».[6]
- وقال أحمد بن عبد الله العجلي: «كوفي ثقة، يعد من أصحاب الحديث.»[3]
- وقال أبو حاتم:« ثقة، يحتج بحديثه.»[3]
- وقال النسائي: «ثقة مأمون.»[3]
- وقال ابن وضاح: «هو ثقة الثقات كثير الحديث عالم به حافظ له»[7]
- وقال الزركلي: «من حفاظ الحديث من أهل الكوفة. ثقة مأمون»[8]

## شيوخه وتلاميذه
- شيوخه ومن روى عنهم:

سمع: أباه عبد الله بن نمير ، وعمر بن عبيد، والمطلب بن زياد، وسفيان بن عيينة، وعبد الله بن إدريس، ومحمد بن فضيل، وعبدة بن سليمان، وحفص بن غياث، وابن علية، وابن كناسة وغيرهم.
- تلاميذه ومن روى عنه:

وروى عنه: البخاري، ومسلم، وأبو داود، ومحمد بن ماجه، والترمذي، والنسائي بواسطة، وبقي بن مخلد، وأبو زرعة، وأحمد بن ملاعب، ومحمد بن وضاح، ومطين، وأبو يعلى الموصلي، وخلق سواهم.